# Sharleen Spiteri
Sharleen Eugene Spiteri (ur. 7 listopada 1967 w Glasgow w Szkocji) – piosenkarka, wokalistka szkockiego zespołu Texas.
Jest kompozytorką i autorką tekstów piosenek zespołu, w którym również gra na gitarze Fender Telecaster oraz okazyjnie na instrumentach klawiszowych. Piosenkarka inspiruje się brzmieniami Motown, jej muzycznymi idolami są: Marvin Gaye, The Clash, Diana Ross, Blondie, Serge Gainsbourg, The Beatles, Nancy Sinatra, Françoise Hardy, The Supremes, Dusty Springfield. Jako swój ulubiony utwór Sharleen podaje I Heard It Through The Grapevine Marvina Gaye.

## Życie prywatne
Jest córką Eddiego Spiteri, marynarza o maltańsko-francuskich korzeniach i Vilmy Spiteri, która jest pochodzenia irlandzko-niemieckiego. Ma młodszą siostrę Corinne. Muzyka zawsze była częścią jej rodziny, dlatego wcześnie nauczyła się gry na gitarze i pianinie. Jej kuzynem jest były wokalista zespołu Gun - Mark Rankin, a siostrzenicą Lauren Spiteri, nastoletnia początkująca wokalistka R&B. Od 1995 roku spotykała się z Ashleyem Heathem, z którym ma córkę Misty Kyd (ur. 2002). Ich związek rozpadł się w 2004 roku. Obecnie jej partnerem jest młodszy o 10 lat walijski kucharz Bryn Williams.

## Kariera
Na początku kariery muzycznej, która zaczęła się od spotkania z Johnnym McElhone w 1986 roku, Sharleen była fryzjerką w Glasgow. Spotkanie ze swoim przyszłym partnerem muzycznym zaowocowało powstaniem pierwszego albumu Southside z 1989 roku. Debiutancki singiel I don't want a lover stał się przebojem i doczekał swojej reedycji w 2001 roku.
Dwa następne albumy Mothers heaven i Ricks Road nie przyniosły rozgłosu, dopiero wydana w 1997 płyta White on blonde odniosła duży sukces na skalę europejską. Tournée objęło wówczas m.in. Francję, Wielką Brytanię, Hiszpanię, Belgię, Niemcy, Holandię. W 1999 roku przyszedł kolejny sukces wraz z piątym albumem The Hush. Z niego pochodzi przebój Summer Son, do którego teledysk został swego czasu zakazany przez m.in. stacje BBC i MTV. Powodem miały być zbyt odważne sceny łóżkowe. W innym klipie, do piosenki In Demand Sharleen wystąpiła u boku aktora Alana Rickmana, a w I'll see it through partnerował jej Jean Reno. Spiteri wystąpiła też jako Elvis Presley w teledysku do utworu swojego zespołu Inner Smile. W teledysku Sleep Sharleen wystąpiła razem z brytyjskim komikiem Peterem Kayem. Wokalistka otrzymała propozycję zagrania roli Satine w filmie Moulin Rouge!, jednak odmówiła. Ostatecznie w rolę głównej bohaterki wcieliła się Nicole Kidman.
Na przełomie 2006 i 2007 roku wyszły na jaw problemy ze zdrowiem Sharleen. Okazało się, że cierpi na przeciążenie strun głosowych, a nieodpowiednia profilaktyka doprowadziłaby do zakończenia kariery wokalnej. Tak więc Sharleen zmuszona była nie przeciążać głosu poprzez mówienie szeptem przez kilka miesięcy. Ostatecznie zagrożenie minęło, a artystka zabrała się do pracy w studiu nagraniowym.
Z zespołem Texas wydała 9 albumów. Gościnnie zaśpiewała na płycie Rosenrot z niemieckim zespołem Rammstein w piosence Stirb nicht vor mir/Don't die before I do oraz w utworze Nothing 2 prove Rogera Sancheza. Ponadto udzielała swojego głosu w chórku do piosenek I will be waiting zespołu Gun, a także Bad time zespołu The Jayhawks.

## Kariera solowa
Od marca 2008 Sharleen zaczęła ponownie pokazywać się publicznie. Zaprezentowała w ten sposób swój nowy wizerunek stylizowany na lata 50. W takiej stylistyce utrzymany też jest pierwszy solowy projekt Sharleen, który, jak sama powiedziała, jest spełnieniem jej muzycznych dążeń. Płyta ukazała się 14 lipca i nosi tytuł Melody. Pierwszym singlem był utwór All The Times I Cried.
Po raz pierwszy All The Times I Cried usłyszeli słuchacze radia BBC2 w Wielkiej Brytanii 12 maja. Od dnia następnego piosenkę można było usłyszeć we wszystkich stacjach radiowych na Wyspach oraz na oficjalnej stronie fanów zespołu Texas.
O swoim nowym przedsięwzięciu muzycznym Sharleen otwarcie przyznała, że jest to płyta bardzo osobista, nawiązująca do związku z byłym partnerem Ashleyem Heathem. Wokalistka wyznała także, że jest to album, jaki zawsze chciała stworzyć, co było nieosiągalne z zespołem. Sharleen prócz tego, że jest autorką tekstów i kompozytorką piosenek z tej płyty, jest również jej producentką we współpracy z m.in. Bernardem Butlerem.
24 stycznia 2009 roku rozpoczęło się brytyjskie tournée Sharleen - pierwszy koncert miał miejsce w Aberdeen. Tournée zakończyło się 15 lutego, a supportem był zespół Tony'ego - Kizzy Star.
1 marca 2010 ukazała się druga solowa płyta Sharleen pt. The Movie Songbook, na której znalazły się wyłącznie covery piosenek znanych z filmów, m.in. "Xanadu" i "Take my breath away", które promują płytę.

## Działalność pozamuzyczna
Sharleen Spiteri udziela się regularnie w akcjach charytatywnych. Wraz z aktorem Ewanem McGregorem patronuje szkockiemu hospicjum CHAS (Children’s Hospice Association of Scotland). W 1999 roku wspomogła budowę nowego hospicjum w Szkocji sumą 100 tysięcy funtów. Ponadto Sharleen patronuje założonemu w 1998 roku hospicjum CLIC Sargent opiekującemu się dziećmi z nowotworami. Rokrocznie występuje dla Children in Need, zbiórki pieniędzy w Szkocji, dla dzieci chorych na nowotwory.

## Nagrody i wyróżnienia
- 28 maja 1998 - prestiżowa Ivor Novello Award honorująca pracę kompozytorską. Statuetkę odebrała wraz z Johnnym McElhone
- 1999 - Capital Radio Award
- 20 marca 2008 - prestiżowa nagroda Capital Icon Award za czynny wkład w rozwój przemysłu muzycznego jako autorka i producentka
- 12 listopada 2008 - Best Artist Award z inicjatywy Radio Forth Awards; wcześniejsi laureaci to m.in. Girls Aloud, Daniel Beddingfield, Amy Macdonald.

### Dyskografia
Z zespołem Texas:
1. Southside (1989)
2. Mothers Heaven (1991)
3. Ricks Road (1993)
4. White on Blonde (1997)
5. The Hush (1999)
6. The Greatest Hits (2000)
7. Careful What You Wish For (2003)
8. Red Book (2005)
9. The BBC Sessions (2007)

Solowe albumy:
1. Melody (2008)
2. The Movie Songbook (2010)

Z Rogerem Sanchezem:
1. First Contact (2001) - w utworze 8

Z Rammstein:
1. Rosenrot (2005) - w utworze 6

Chórek:
Z Gun:
1. Taking On The World (1989) - w utworze 10
2. Gallus (1992) - w utworach 3 i 5

Z The Kevin McDermott Orchestra:
1. Bedazzled (1991) - w utworze 1 z CD2 ("Born Yesterday")

Z The Jayhawks
1. Tomorrow The Green Grass (1995) - w utworze 7